# 반타인공원역
반타인공원역(베트남어: Ga Công viên Văn Thánh / Ga 公園文聖)은 베트남 호찌민시 빈타인군에 위치한 지하철 역이다.

## 노선
- 호찌민 지하철
  - 1호선